# Aichmodikos
Aichmodikos (altgriechisch Αἰχμόδικος Aichmódikos) ist eine Person der griechischen Mythologie. 
Er entjungfert die Tochter des Königs Echetos von Epeiros, Metope oder Amphissa, woraufhin er von Echetos grausam getötet wird. Die Tochter wird zur Strafe mit einer ehernen Spitze geblendet. Daraufhin wird sie eingesperrt und muss, um ihr Augenlicht zurückzuerhalten, eiserne Gerstenkörner zu Mehl mahlen.
In einem Scholion zu Aphthonios wird als Namensvariante Aichmodemon angegeben.